# The Grove (Monken Hadley)

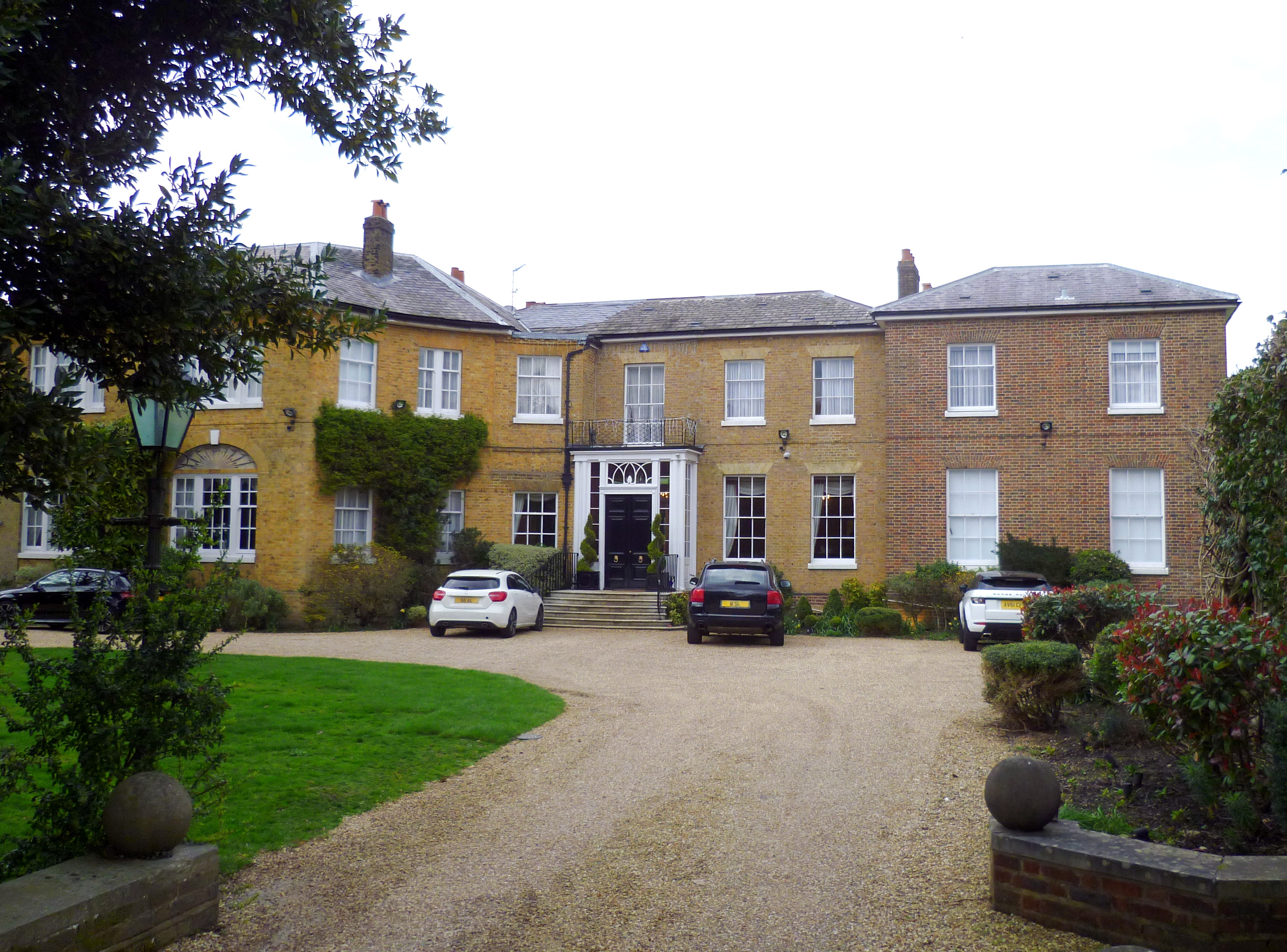
The Grove

O The Grove é um edifício listado como grau II em Hadley Green Road, Monken Hadley. A casa data de cerca de 1800, mas sofreu muitas alterações no século XX.